# Administration intérimaire afghane
État islamique d'Afghanistan
 Administration transitoire afghane
Le gouvernement intérimaire afghan ou Administration intérimaire est le gouvernement provisoire mis en place pour six mois en Afghanistan après la chute des  talibans, et à la suite des accords de Bonn. Composé de représentants de 4 factions différentes, et dirigé par Hamid Karzai, il est institué pour mettre en place une Loya Jirga, assemblée devant nommer un gouvernement transitoire, dont le rôle prévu est de rédiger un projet de nouvelle Constitution. Sa création est effective le 22 décembre 2001, et il reste en place jusqu'au 13 juillet 2002, date à laquelle elle est remplacée par le gouvernement transitoire,. Le gouvernement est assisté par la Force internationale d'assistance et de sécurité. L'État qu'il gouverne porte le nom d'État islamique d'Afghanistan.

## Contexte
Alors que l'émirat islamique d'Afghanistan qui contrôlait de fait le pays est dissous après la chute des Talibans en novembre 2001, plusieurs factions opposées aux Talibans s'affrontent et en réclament le contrôle : les partisans de l'ex-roi Zaher Shah, le « groupe de Chypre » représentant de notables en exil, le groupe de Peshawar, représentant les Pachtounes réfugiés au Pakistan, et l'Alliance du Nord, qui compte dans ses rangs Burhanuddin Rabbani, président en titre du gouvernement officiel de l'État islamique d'Afghanistan, et revenu au pouvoir entre novembre et décembre 2011. 
Après de difficiles négociations à Bonn, ceux-ci se mettent d'accord sur la composition du gouvernement intérimaire.